# Nederlandse secretarissen-generaal tijdens de Duitse bezetting

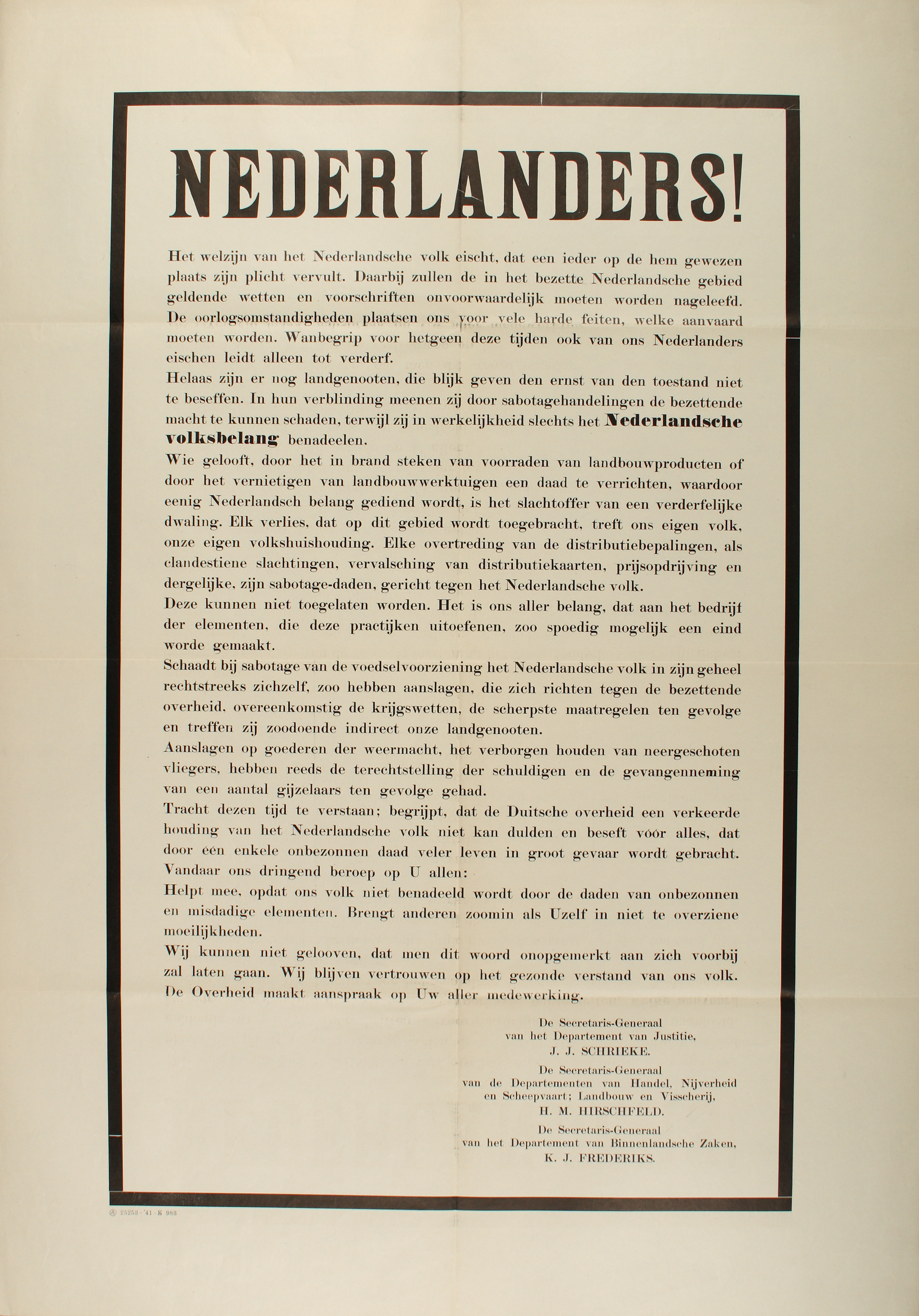
Oproep van de secretarissen-generaal Schrieke, Hirschfeld en Frederiks aan het Nederlandse volk om af te zien van het plegen van aanslagen en sabotagedaden: "Tracht dezen tijd te verstaan..."

De Nederlandse secretarissen-generaal tijdens de Duitse bezetting hadden in Nederland in de Tweede Wereldoorlog als college van secretarissen-generaal van Nederlandse ministeries een bijzondere positie door de afwezigheid van de ministers en koningin die waren uitgeweken naar Londen. In plaats daarvan werkten zij onder het Reichskommissariat Niederlande.
Op 13 mei 1940 droeg minister Steenberghe, uit naam van de koningin en het kabinet, het regeringsgezag in Nederland over aan de opperbevelhebber van de Nederlandse strijdkrachten, generaal Henri Winkelman, en verzocht hij de secretarissen-generaal zich naar de aanwijzingen van Winkelman te gedragen.
Na de overgave stelde Duitsers een Duits bestuur in Nederland in, geleid door een rijkscommissaris (Reichskommissar), de Oostenrijker Arthur Seyss-Inquart; hij werd op 29 mei 1940 geïnstalleerd. De secretarissen-generaal werkten nu onder hem. Sommigen hiervan zijn vertrokken of ontslagen en vervangen door pro-Duitse mensen.

## Lijst van secretarissen-generaal tijdens de bezetting
Departement van Buitenlandse Zaken:
- Aarnout Marinus Snouck Hurgronje: tot zijn aftreden op 29 juli 1941 ook voorzitter van het college van secretarissen-generaal; na de oorlog opnieuw secretaris-generaal tot 1 januari 1948.

Departement van Justitie:
- Jan Coenraad Tenkink: waarnemend, van 13 mei 1940 tot maart 1941 (benoemd na het vertrek van Johannes van Angeren naar Londen); na de oorlog opnieuw secretaris-generaal van november 1945 tot 1 februari 1965
- Jaap Schrieke: 1941-1945

Departement van Binnenlandse Zaken:
- Karel Johannes Frederiks: 1940-1944

Departement van Financiën:
- Leonardus Jacobus Anthonius Trip: mei 1940 - maart 1941 (waarnemend)
- Meinoud Rost van Tonningen: 1941-1945

Departement van Defensie:
- Cornelis Ringeling: mei 1940 - juni 1940
- Benjamin Richard Pieter Frans Hasselman: september 1940 - mei 1942

Departement van Koloniën
- Otto Eduard Willem Six: mei 1929 - 1 december 1946

Departement van Waterstaat
- Derk Gerard Willem Spitzen: 1939-1943
- Willem Lucianus Zion van der Vegte: 1943-1945

Departement Landbouw en Visserij
- Hans Max Hirschfeld: 1940-1947 (waarnemend)

Departement van Economische Zaken
- Hans Max Hirschfeld: 1940-1941 (waarnemend)

- Meinroud Rost van Tonningen: 1941-1945

Departement van Opvoeding, Wetenschap en Cultuurbescherming:
- Jan van Dam: november 1940-1945

Departement van Sociale Zaken
- Arend Lubbertus Scholtens: mei 1940 - augustus 1940
- Robert Antony Verwey: augustus 1940 - mei 1945

Departement van Volksvoorlichting en Kunsten (DVK), nieuw departement vanaf november 1940:
- Tobie Goedewaagen: november 1940 - 1943
- Hermannus Reydon: 1943
- Sebastiaan Matheus Sigismund de Ranitz: 1943-1945 (waarnemend)